# Колби (Висконсин)
Колби (енгл. Colby) град је у америчкој савезној држави Висконсин.

## Демографија
По попису из 2010. године број становника је 1.852, што је 236 (14,6%) становника више него 2000. године.
| Група             | 2000.         | 2010.         |
| Белци             | 1.529 (94,6%) | 1.594 (86,1%) |
| Афроамериканци    | 3 (0,2%)      | 11 (0,6%)     |
| Азијати           | 7 (0,4%)      | 9 (0,5%)      |
| Хиспаноамериканци | 62 (3,8%)     | 221 (11,9%)   |
| Укупно            | 1.616         | 1.852         |